# Campeonato del País Vasco de Bateles
El Campeonato de Euskadi de Bateles es el campeonato que se celebra todos los años entre los bateles de los clubes de remo federados de Euskadi y que organiza la Federación Vasca de Remo.

## Palmarés
| Año  |                    |             |                    |
| ---- | ------------------ | ----------- | ------------------ |
| 1978 | Kaiku              |             |                    |
| 1979 | Kaiku              |             |                    |
| 1980 | La Veleta (Tolosa) |             |                    |
| 1981 | Bermeo             |             |                    |
| 1982 | Kaiku              |             |                    |
| 1983 | Zumaia             |             |                    |
| 1984 | Zumaia             |             |                    |
| 1985 | Zumaia             |             |                    |
| 1986 | Zumaia             |             |                    |
| 1987 | Kaiku              |             |                    |
| 1988 | Zierbena           |             |                    |
| 1989 | Zierbena           |             |                    |
| 1990 | Zierbena           |             |                    |
| 1991 | Orio               |             |                    |
| 1992 | Donibaneko         |             |                    |
| 1993 | Orio               |             |                    |
| 1994 | Orio               |             |                    |
| 1995 | Orio               |             |                    |
| 1996 | Orio               |             |                    |
| 1997 | Orio               |             |                    |
| 1998 | Trintxerpe         |             |                    |
| 1999 | Mundaca            |             |                    |
| 2000 | Kaiku              | Ur Kirolak  | Donostia Arraun L. |
| 2001 | Santurce           | San Juan    | Algorta            |
| 2002 | Santurce           | Isuntza     | Algorta            |
| 2003 | San Juan           | Isuntza     | Orio               |
| 2004 | Santurce           | Portugalete | San Juan           |
| 2005 | Orio               | Santurce    | Arcote             |
| 2006 | Bateratze          | Zumaya      | Arcote             |
| 2007 | Orio               | Zarauz      | Isuntza            |
| 2008 | Zarauz             | Orio        | Kaiku              |
| 2009 | Bermeo             | Kaiku       | Zarauz             |
| 2010 | Bermeo             | Kaiku       | San Pedro          |
| 2011 | Urdaibai           | Kaiku       | San Juan           |
| 2012 | San Juan           | Kaiku       | Urdaibai           |
| 2013 | Portugalete        | Urdaibai    | Orio               |
| 2014 | Ciérvana           | Kaiku       | Bermeo             |
| 2015 | Bermeo (Urdaibai)  | Ciérvana    | Kaiku              |
| 2016 | Ciérvana           | Kaiku       | Bermeo             |
| 2017 | Ciérvana           | Orio        | Santurce           |